# 2016년 포트맥머리 산불
2016년 5월 1일 캐나다 앨버타주 포트맥머리 남서쪽에서 산불이 발생하였다. 인명 피해는 거의 없었으나, 앨버타 주 역사상 가장 큰 산불이 되었다.